# Estadio del Hong Kong Football Club
El estadio del Hong Kong Football Club  (en chino: 香港足球會球場) es un estadio multipropósito ubicado en la calle Sports, en la región administrativa especial de Hong Kong al sur de China. El espacio principal se usa para practicar fútbol y rugby. La superficie de juego ha sido sintética desde 2004. 
El estadio (que es propiedad del propio club) tiene una capacodad de 2.750 personas, y acoge el torneo anual de Hong Kong, y el torneo HKFC International Soccer Sevens.